# Джузеппе Сінігалья (стадіон)
«Джузеппе Сінігалья» (італ. Stadio Giuseppe Sinigaglia) - багатофункціональний стадіон в Комо, Італія. Нині використовується як домашня арена футбольного клубу «Комо», якому муніципальна влада Комо, власники стадіону, здають його в оренду. Місткість стадіону становить 13 602 глядачі, до реконструкції ж у сезоні 2003/2004 місткість була близько 18 000 осіб.

## Історія
Стадіон названий на честь весляра Джузеппе Сінігалья, уродженця Комо, який загинув під час Першої світової війни.
Місто Комо не мав свого стадіону, було вирішено побудувати його до 1927 року  в низц заходів, присвячених 100-річчю від дня смерті Алессандро Вольти. Стадіон було відкрито 30 липня 1927 року.
У 1961—1984-х роках на стадіоні закінчувалася щорічна класична велогонка Джіро ді Ломбардія.
13 липня 2004 року на стадіоні відбувся концерт рок-гурту Deep Purple.
З 29 березня по 1 квітня 2013 року на стадіоні проходили півфінальні матчі, матч за 3-те місце та фінал NextGen Series 2012/2013, турніру молодіжних команд європейських футбольних клубів.

## Архітектура
Стадіон побудований на території мультиспортивного комплексу Гарібальді за проєктом архітектора Джованні Греппі в стилі італійського раціоналізму. Стадіон місткістю 6 000 глядачів був оснащений легкоатлетичною доріжкою та велосипедною трасою.
Стадіон розташований поряд з озером Комо, і його архітектура відображає морську тематику - освітлювальні мачти виконані у формі корабельних щогл. Однак через перешкоди для польотів гідролітаків було прийнято рішення частково знизити їх для забезпечення безпеки.